# 韋謝利庫特 (塔利諾耶區)
48°58′15″N 30°38′10″E / 48.97083°N 30.63611°E
韋塞利-庫特（烏克蘭語：Веселий Кут）是位於烏克蘭中部的村莊，由切爾卡瑟州裡茲韋尼霍羅德卡區的塔利內市鎮負責管轄。該村面積18.08平方公里，海拔高度143米，2001年該城鎮人口655。